# Battle.net
Battle.net је платформа намењена за онлајн играње, дигитално преузимање и дигитална заштита потив копирања развијена од стране Blizzard Entertainment-а. Battle.net је покренут 30. новембра 1996. године, са изласком Blizzard-ове видео игре Diablo.
Battle.net је први онлајн гејминг сервис регистрован директно у играма које га користе, насупрот спољним интерфејсима који се користе од стране других мрежних сервиса у то време. Ова карактеристика, заједно са лакоћом прављења налога и одсуства чланарине, изазвао је да Battle.net постане популаран међу играчима и постао главна продајна прекретница за Diablo и наредне Blizzard-ове игре. Од успешног лансирања Battle.net-а, многе компаније су објавиле онлајн сервисе за игре имитирајући Blizzard-ов пакет услуга и кориснички интерфејс.
Blizzard је званично представио обновљену верзију Battle.net 2.0, 20. марта 2009. године. Касније је открио додатне детаље о Battle.net-овим обновљеним функцијама на Blizzcon 2009 која подржавају StarCraft II, Diablo III и World of Warcraft. Оригинални Battle.net је тада преименован у Battle.net Classic.

## Подржане игре

### Diablo
Када је сервис првобитно лансиран са игром Diablo, 30. новембра 1996. године , Battle.net је понудио само неколико основних услуга као што су разговор и огласи за игре. Играчи су могли да се повежу на сервис, да разговарају са другим играчима и да се придруже мултиплејер игри Diablo. Осим података о налогу корисника , ниједан податак о игри није сачуван на Battle.net-овим серверима . Када се играчи повежу у игру, они ће бити директно повезивани са другим играчима у игри. Ниједан податак није послат кроз Battle.net-ове сервере. Док је ово учинило сервис брзим и једноставним за коришћење, убрзо је довело до широко распрострањеног варања играча који су користили програме којим су мењали своје локалне податке о игри. Међутим, с обзиром да је постојала опција да се направи приватна игра, многи играчи су играли са људима које познају.

### StarCraft
Са изласком игре StarCraft, 1998. године, знатно је повећана употреба Battle.net сервиса. Функције као што су лествично рангирања и филтери за игре су додати на сервис. Battle.net се повећао још више након објављивања експанзије StarCraft: Brood War, са десетинама хиљада играча пријављених у сваком тренутку. Battle.net-ов StarCraft је посебно био успешан у Јужној Кореји, где је број пријављених играча често био много пута већи од Сједињених Америчких Држава.
StarCraft је такође донео са собом нову шему заштите од копирања користећи CD Kључеве. Под Diablo-м, Battle.net је омогућавао сваком клијенту да се повеже на сервис. Са StarCraft-ом, само они играчи који су имали важећи и јединственим CD Kључ (генерисани број од 13 цифара који се налази у свакој кутији за игру) су имали могућност приступа на тај сервис. Само једна особа може да се повеже на Battle.net користећи јединствени CD Kључ у исто време. CD Kључ такође може бити искључен, поништен, затворен (и искључен и поништен) или банован са Battle.net-а у потпуности. Свака Blizzard-ова игра, од StarCraft-а је користила CD Kључ систем за повезивање на Battle.net. StarCraft: Brood War користи као свој CD Kључ који год CD Kључ је пронађен на оригиналном StarCraft-у на том рачунару, и на тај начин омогућава да се инсталира само ако је оригинал већ инсталиран. Са издавањем Gateway система у Brood War, два играча могу да играју у исто време, док су на различитим Gateway-евима.

### Warcraft II: Battle.net Edition
Warcraft II: Battle.net Edition захтева Battle.net налог да би могао да се игра.

### Diablo II
Diablo II је изашао у 2000. години. Главни врхунац Diablo II који се односи на Battle.net је да игра користи модел клијент-сервер. Игра више није симулирана на рачунару сваког играча, већ ради на Blizzard-овим серверима. То је такође значило да сви подаци о карактерима у игри су се чували на серверима Battle.net-a. Игра такође има отворену опцију карактера на Battle.net-у који чува карактере играча на клијенту. То је омогућило играчима да играју карактере локално или на ЛАН-у, а затим користите те исте карактере на Battle.net-у. Међутим, ниједна одиграна партија на Battle.net-у није била заштићена од варања других играча, јер су могли да модификују своје карактере на локалном нивоу. Diablo II је имао јединствену функцију која показује играче у Battle.net-овом чету као аватаре који су изгледали као њихови карактери у игри. Такође се користи другачији Battle.net интерфејс од претходних игара, где је раније било само разлике у боји. Такође је проширена лествица, укључујући "Hardcore" лествицу у којој ће играчи чији су карактери умрли у игри бити трајно уклоњени. Опет, уз коришћење Diablo II, коришћење Battle.net је стално расло, пењући се још више уз ослобађање експанзије Diablo II: Lord of Destruction 2001. године.

### Warcraft III
Warcraft III: Reign of Chaos је изашао 2002. године, а његова експанзија, Warcraft III: The Frozen Throne, објављена је 2003. године. Ослобађање ових игара донело је са собом низ нових могућности за онлајн услугу. Најзначајнија карактеристика да се дода је вероватно концепт Anonimous Matchmaking. Ова функција дозвољена кориснику који жели да игра игру једноставно притисните дугме и аутоматски се прикључи једном или више других играча који су слични у вештини (на основу ранга), а такође желели да играју игру. То је омогућило да се људи прикључе играма брзо и лако. То је такође смањило константно побеђивање, где би двоје људи намерно побеђивали и губили игре да вештачки подигну свој ранг на лествици. Концепт matchmaking је такође проширен на тимске игре са карактеристиком под називом "Уговорени Тимови". У угри са уговореним тимовима, можете направити тим са једним или више пријатеља, који се тада анонимно поклапа са другим тимом истог ранга. Међутим, смишљена је стратегија како да се превари аутоматизовани фер организатор тимова, једноставно неко намерно губи организовану игру и повеже се са другим савезником (који жели да добије лаке победе) што му неће бити тешко, јер аутоматски организатор тимова ставио два играча против релативно невештих играча. Аутоматизовани турнири су додати у експанзији, где се играчи такмиче да буду крунисани шампиони турнира у низу одиграних утакмица током дана. Поред нових стилова игре, многе друге могућности су додате, укључујући селективне иконице за собу за дописивање, откључане на основу броја победа играча, листе пријатеља и подршке клана.

### World of Warcraft
World of Warcraft у почетку није подржавао Battle.net , имајући одвојене налоге од Battle.net-а све до прерађеног Battle.net-а, 20. марта 2009. године што је натерало играче да споје њихове World of Warcraft налоге са новим Battle.net налозима. Карактеристике Battle.net-а које се користе у World of Warcraft-у омогућавају играчима да се укључе у унакрсни реалм , унакрсне фракције и чет различитих игара , који омогућава играчима да разговарају са својим пријатељима на њиховој Real ID листи пријатеља , других фракција , другим серверима као и другим играма као што су StarCraft II и Diablo III. Дана 11. новембра 2009. године Blizzard Entertainment је учинио Battle.net обавезном карактеристиком за World of Warcraft играче.

### StarCraft II: Wings of Liberty
StarCraft II : Wings of Liberty је прва игра која природно подржава нови прерађени Battle.net онлајн интерфејс . Нови Battle.net је планиран са тржишта за StarCraft II која ће омогућити играчима да преузму и бесплатне и плаћене сценарије, али ова функција још увек није реализована . Уместо тога , редовни и прилагођени сценарији су доступни свима и разврстани по систему популарности, заснованог на укупном времену играња . Нови интерфејс укључује чет услугу која је слична оној Instant Messengers који омогућава играчима да комуницирају преко различитих игара . У почетку није био испоручен са редовним каналима, заснован на чет собама, ово је касније додато, након што су заједница и медији за играње указали на недостатак функције. Игра такође подржава VoIP за играче..

### Diablo III
Blizzard је потврдио 28. јуна 2008. године у Паризу, да ће Diablo III подржавати Battle.net. Међутим, напредовао би до те мере да Battle.net налог буде обавезан да би играли Diablo III.

### Hearthstone: Heroes of Warcraft
Hearthstone захтева Battle.net налог да би могао да се игра.

### Heroes of the Storm
Heroes of the Storm захтева Battle.net налог да би могао да се игра.

## Развој

### Battle.net 2.0
Battle.net је прерађен од стране Blizzard-а, 2009. године и званично представљен 20. марта 2009. године, што је додатно разрађено на Blizzcon-у 2009. Нови Battle.net садржи три јединствене секције. Први омогућава играчима да се повежу на све Battle.net налоге, World of Warcraft карактери и листа пријатеља и групише их у јединствени Battle.net налог. Играчи такође могу откључати достигнућа у игри што би заузврат откључало аватаре и налепнице које ће бити приказане на профилу играча, налепница може се видети у игри на јединицама играча.
Други део се састоји од стварања Battle.net-а такмичарском платформом за играче који укључује нови побољшани систем тражења игара, поједностављивајући играчима ораганизовање игара. Систем рангирања је обновљен; Систем класификује играче у појединим лигама, према њиховом такмичарском нивоу. Играчи би се такмичили против других играча који имају сличан ниво вештине њиховим, преко лига. Постоји посебна лиге за увежбавање вештине, где је брзина игре смањена и мапе су дизајнирани да створе спорији темпо игре. Партијски систем функционише слично као и у World of Warcraft-у где би се играчи са пријатељима удружили и играли заједно као тим.
Последњи део обухвата нови чет систем који укључује нови систем сличан Instant Messaging преко игара. Играчи могу комуницирати са пријатељима преко игара, сервера, и карактера.
Још један нови елемент се користи на онлајн тржишту, који омогућава играчима или креаторима мапа да се направе и продају своје мапе онлајн преко Battle.net-а, играчи такође могу прегледати и претраживати мапе на мрежи и рангирати их по рејтингу играча, као и преузимати и бесплатне и мапе које се плаћају.
Дана 5. маја 2010. године, Blizzard је открио да ће се Battle.net 2.0 интегрисати са друштвеном мрежом Facebook, "повезивање главне платформе за онлајн игру са најпопуларнијом друштвеном платформом".

### Историја Развоја
До новембра 1997. године, Blizzard је тврдио да Battle.net има 2.2 милиона одиграних партија, 1,25 милиона различитих корисника, и у просеку 3.500 нових корисника сваког дана. У априлу 1999. године, објављено је да Battle.net има 2,3 милиона активних корисника, и више од 50.000 сталних корисника. До септембра 2002. године, њихов број активних корисника је скочио на 11 милиона. У септембру 2004. године, њихов број активних корисника достигао је скоро 12 милиона, трошећи више од 2,1 милиона сати интернета сваки дан, а имали су у просеку 200.000 истовремених корисника, са максималним бројем истовремених корисника 400.000. У 2006. години, Blizzard је тврдио да Battle.net, када се комбинује са претплатницима World of Warcraft-а, био лидер онлајн гејминга, уз напомену да " чак ни Xbox Live није близу нас ". У новембру 2008. године, Blizzard је бановао преко 357,700 налога који су откривени да користе хакове трећег лица.

### Друштвени садржај
Заједница програмера се скупила око Battle.net-а. Многи незванични клијенти су постали доступни за Battle.net, а највећи део протокола који се користе за Battle.net-ове одобрене игре је обрнуто-пројектован и објављен од стране волонтера.
Такође, неколико средстава за комуникацију су направљене, као што су "whisper" алат, тако да играч може да разговара са својим пријатељима, чак и ако су у игри.
Кастом игре ( мапе које нису направљене од Blizzard-а ) су помогле у изградњи заједнице, а сада су значајан део његове игре. Међу најпопуларнијим од ових игара у Warcraft III су tower defense мапе и мапе са појединачним херојима ( као Defense of the Ancients, и Arena Maps) или играра попут Civilization Wars, где играч развија своју економију, технику, и различите јединице, али играч нема никакву контролу над својим јединицама.

## Полемика

### bnetd
Група гејмера урадила је обрнути инжењеринг на мрежни протокол који користи Battle.net и Blizzard-ове игре и избацила бесплатан (под GNU GPL) Battle.net емулациони пакет назван "bnnetd". Са bnnetd-ом, играчу нису потребни званични Battle.net сервери да би играли Blizzard-ове игре.
У Фебруару 2002. године, Blizzard-ови адвокати су претили правним чином у складу са Digital Millennium Copyright Act-ом (DMCA) против девелопера (развијача) bnnetd-а. Blizzard-ове игре су дизајниране да раде искључиво онлајн са скупом Blizzard-ових званичних сервера који се који се колективно називају "Battle.net". Battle.net сервери укључују CD кључ као проверу и као заштиту од софтверске пиратерије.
Упркос понудама од bnnetd девелопера да интегришу Blizzard-ов CD кључ систем провере у bnnetd, Blizzard-ове тврдње да јавна доступност било каквог сличног софтвера само олакшава пиратерију и натерала затварање bnnetd пројекта под провизијама DMCA. Пошто је ово један од првих великих случајева који су тестирали DMCA, Electronic Frontier Foundation је постао умешан. На неко време се чинило да ће преговори довести до решења случаја ван суда. Међутим, преговори су пропали и Blizzard је добио случај по свим тачкама оптужнице: оптужени су осуђени да су пробили и StarCraft-ов Крајњи кориснички уговор о лиценци (EULA) и Услове коришћења Battle.net-а. Жалба је упућена суду за жалбе која је такође пресуђена у корист Blizzard/Vivendi-а датума 01.09.2005. године.

### Приватност и реал ИД
Дана 6. јула,2010. године, Blizzard је најавио да планира да промени начин на који су њихови форуми радили да захтевају да корисници се идентификују са својим правим именом. Реакција из заједнице била је изразито негативана од више часописа за игре зове промену "непромишљено" и "Епски промашај". Такође је резултирало у највећем одговору корисника икада на Blizzard-овим форумима. То укључује личне податке запосленог код Blizzard-а који је дао право име "да покаже да није било страшно". Убрзо након откривања његовог правов имена, лични подаци су објављени што укључује његов број телефона, слику, старост, кућну адресу, и друге детаље.
Неки медији за технологију рекли да су промене била добра идеја и да ће имати користи како Battle.net тако и Blizzard заједници. Други су били забринути да ће Blizzard причати својим фановима о опасностима стварног живота, као што су прогањање, сексуални предатори, и питања запошљавања, јер на једноставној Гугл претрази од стране послодавца даје своје активности преко интернета. Такође је забринутост да би то довело до узнемиравања стварног живота из безбедносних разлога, поготово за жене и трансродних играча који су већ злостављали врло често у игри.
Blizzard је на почетку одговорио на нека од питања рекавши да промене неће бити ретроактивно од претходних постова, да родитељи могу да подесе систем тако да малолетници не могу писати, и да постављање на форумима није обавезно. Међутим, због огромног негативаног одговора, Blizzard-ов председник Мајкл Морхејм издао је саопштење за укидање плана да се користе права имена на Blizzard-овим форумима за сада.

### Хаковање 2012
Дана 4. августа 2012. године, Battle.net је хакован, хакери су имали приступ корисничким е-маил адресама, одговорима на безбедносна питања и помешане лозинке. Као резултат тога, играчи на серверима Северне Америке су морали да мењају њихове лозинке, и да промене своје безбедносно питање.

### Опште критике
Јавно мишљење о новом Battle.net-у је подељено међу фановима још од ослобађања StarCraft II. Са недостатком класичног интерфејса за четовање током Бете и након пуштања, функција је само додата након велике подршке фанова на званичним форумима. До данашњег дана, Starcraft II је обичан сценарио, кастом мапе и сценарија креирани од стране играча и заједнице ентузијаста је веома мали у односу на оба своја претходника, Warcraft III и StarCraft, упркос више моћнијем едитору. Оба ограничења наметнута људима који праве сценарија (ограничен уплоад, ограничена права) и сортирање сценарија кроз "систем популарности", где је веома ограничен избор сценарија који привлаче пажну, су узроци овог проблема. Неколико истакнутих карактеристика претходних мечева, као што су дељено гледање реприза директно на Battle.net-у, више налога по примерку, и аутоматизовани турнири такође нису успели да стигну до StarCraft II.

## Игре Battle.net-а
Battle.net Classic
- Diablo II
- Diablo II: Lord of Destruction
- Warcraft II: Battle.net Edition
- Warcraft III: Reign of Chaos
- Warcraft III: The Frozen Throne
- StarCraft
- StarCraft: Brood War

Недостатак функцијоналности чета
- Diablo Shareware
- Diablo Spawn
- Diablo
- StarCraft Shareware
- StarCraft Spawn
- Japanese StarCraft
- Japanese StarCraft Spawn

Battle.net 2.0
- World of Warcraft
- World of Warcraft: The Burning Crusade
- World of Warcraft: Wrath of the Lich King
- World of Warcraft: Cataclysm
- World of Warcraft: Mists of Pandaria
- World of Warcraft: Warlords of Draenor
- Diablo III
- StarCraft II: Wings of Liberty
- StarCraft II: Heart of the Swarm
- Hearthstone
- Heroes of the Storm